# Handball-Weltmeisterschaft der Männer 2021/Qualifikation
Die Qualifikation zur Handball-Weltmeisterschaft der Männer 2021 wird 2019 und 2020 ausgetragen. Dabei werden erstmals 32 Endrundenplätze vergeben. Automatisch qualifiziert sind Dänemark als Weltmeister 2019 sowie Ägypten als Gastgeber.

## Übersicht
Die insgesamt 32 Plätze für die Endrunde werden wie folgt vergeben:
- Gastgeber
- Weltmeister 2019
- Afrika: 6 qualifizierte Teilnehmer,
- Amerika: 5 qualifizierte Teilnehmer:
  - Nordamerika und Karibik: 1 qualifizierter Teilnehmer
  - Südamerika: 4 qualifizierte Teilnehmer
- Asien: 4 qualifizierte Teilnehmer,
- Europa: 13 qualifizierte Teilnehmer,
- Ozeanien: 0+1 qualifizierter Teilnehmer,
- Wildcard: 1+1 Teilnehmer

## Afrika
Die Confédération Africaine de Handball (CAHB) stellt sieben Teilnehmer inkl. dem Gastgeberland Ägypten, die bei der Afrikameisterschaft 2020 ermittelt werden. Die Meisterschaft fand vom 15. bis 26. Januar 2020 in Tunesien in Turnierform statt.
Qualifiziert für die WM 2021 sind:
- Ägypten (Gastgeber 2021 und Afrikameister 2020)
- Tunesien (Zweiter der Afrikameisterschaft 2020)
- Algerien (Dritter der Afrikameisterschaft 2020)
- Angola (Vierter der Afrikameisterschaft 2020)
- Kap Verde (Fünfter der Afrikameisterschaft 2020)
- Marokko (Sechster der Afrikameisterschaft 2020)
- Demokratische Republik Kongo (Siebter der Afrikameisterschaft 2020)

## Amerika
Der Süd- und Zentralamerikanische Handballverband (SCAHC) stellt vier Teilnehmer, die bei der Süd- und Zentralamerikameisterschaft  2020 ermittelt werden. Die Meisterschaft fand vom 21. bis 25. Januar 2020 im Brasilien in Ligaform statt.
Qualifiziert für die WM 2021 sind:
- Argentinien (1. Süd- und Mittelamerika-Meisterschaft 2020)
- Brasilien (2. Süd- und Mittelamerika-Meisterschaft 2020)
- Uruguay (3. Süd- und Mittelamerika-Meisterschaft 2020)
- Chile (4. Süd- und Mittelamerika-Meisterschaft 2020)

Der Sieger der Nor.Ca. Handball Championship 2020 (Nordamerika und Karibik) sollte sich ebenfalls für die Handball-Weltmeisterschaft 2020 qualifizieren. Wegen der COVID-19-Pandemie entfiel das Turnier und das Team der USA wurde für die WM nominiert.
- Vereinigte Staaten

## Asien / Ozeanien
Asien stellt vier Teilnehmer, die bei der Asienmeisterschaft 2020 ermittelt wurden. Das Turnier fand vom 16. bis 27. Januar 2020 in Kuwait statt.
Qualifiziert für die WM 2021 sind:
- Katar (Halbfinalist Asienmeisterschaft 2020)
- Japan (Halbfinalist Asienmeisterschaft 2020)
- Bahrain (Halbfinalist Asienmeisterschaft 2020)
- Korea (Halbfinalist Asienmeisterschaft 2020)

## Europa
Europa stellte insgesamt 13 Teilnehmer bei der Weltmeisterschaft. Automatisch qualifiziert sind Dänemark als Weltmeister 2019 und die drei besten Mannschaften der Handball-Europameisterschaft 2020. Die restlichen zehn Teilnehmer hätten in einer Qualifikation ermittelt werden sollen. Aufgrund der COVID-19-Pandemie entfielen die Play-off-Spiele und die zehn bestplatziertesten Teams der Handball-Europameisterschaft 2020 qualifizierten sich für das Turnier. Am 9. Juli 2020 erhielten die Handballverbände von Polen und Russland eine Wild Card. Folgende 16 Teams sind für die WM 2021 qualifiziert:
- Dänemark (Weltmeister 2019)
- Kroatien (Finalist EM 2020)
- Spanien (Europameister 2020)
- Norwegen (Dritter EM 2020)
- Slowenien (Vierter EM 2020)
- Deutschland (Fünfter EM 2020)
- Portugal (Sechster EM 2020)
- Schweden (Siebter EM 2020)
- Österreich (Achter EM 2020)
- Ungarn (Neunter EM 2020)
- Belarus (Zehnter EM 2020)
- Island (Elfter EM 2020)
- Tschechien (Zwölfter EM 2020)
- Frankreich (Vierzehnter EM 2020)
- Polen (Wild Card)
- Russland (Wild Card)